# BSZ–329 Belgorod
A BSZ–329 Belgorod (cirill betűkkel: БС-329 Белгород) 09852 típusú orosz speciális rendeltetésű atommeghajtású tengeralattjáró. A 949A Antyej típusú robotrepülőgép-hordozó tengeralattjárón alapul, annak módosított változata. A hajó hat darab 2M39 Poszejdon típusú személyzet nélküli tengeralattjáró hordozására alkalmas. Építését 1992-ben kezdték a Szevmas hajógyárban, 2019-ben bocsátották vízre, majd 2022. július 8-án állították szolgálatba az orosz Északi Flottánál. Honi kikötője a Szajda-öbölben található Gadzsijevo haditengerészeti bázis. Egyes források szerint a hajó a Csendes-Óceáni Flottához kerül.